# گوین مک‌کن
گوین مک‌کن (به انگلیسی: Gavin McCann) بازیکن فوتبال زادهٔ ۱۰ ژانویه ۱۹۷۸ اهل انگلستان بود که سابقهٔ بازی در تیم ملی فوتبال انگلستان را در کارنامهٔ خود دارد. وی در تاریخ ۲۸ فوریه ۲۰۰۱ تنها بازی ملی خود را در مقابل تیم ملی فوتبال اسپانیا انجام داد.